# Helena Sinervo
Helena Sinervo (Tampere, 17 febbraio 1961) è una poetessa e scrittrice finlandese.

## Biografia
Nata a Tampere, si è diplomata in pianoforte presso il Conservatorio della città, per poi studiare filosofia e critica letteraria all'Università di Helsinki e in Francia.
Ha debuttato con la raccolta poetica Lukemattomiin (Verso l’innumerabilità, 1994), in cui sperimenta una struttura analoga a quella delle composizioni musicali, in reazione alla percepita monotonicità di molte raccolte poetiche finlandesi. La musica, la ricerca dell’identità e Parigi, secondo le parole dell’autrice, costituiscono lo sfondo principale dei testi della sua opera d’esordio.
All'intensa produzione poetica - la sua dodicesima silloge, Merirequiem (Requiem per il mare) risale al 2022 - ha affiancato la scrittura per ragazzi e la narrativa: per il suo romanzo d'esordio Runoilijan talossa (Nella casa del poeta, 2004), ispirato alla vita della poetessa Eeva-Liisa Manner, è stata insignita del Premio Finlandia.
Sinervo ha altresì tradotto poeti quali Elizabeth Bishop, Yves Bonnefoy, Maurice Blanchot e Stéphane Mallarmé e lavorato in veste di paroliera.

## Opere

### Poesia
- Lukemattomiin (Verso l'innumerabilità, 1994)
- Sininen Anglia (L'Anglia azzurra, 1996)
- Pimeän parit (Le coppie del buio, 1997)
- Ihmisen kaltainen (Come un uomo, 2000)
- Oodeja korvalle (Odi all'orecchio, 2003)
- Tilikirja (Il libro dei conti, 2005)
- Täyttä ainetta (Pieno di sostanza, 2007)
- Väärän lajin laulut (Canti della specie sbagliata, 2010)
- Valitut runot (Poesie selezionate, 2011)
- Avaruusruusuja (Rose spaziali, 2014)
- Merveli (2018)
- Merirequiem (Requiem per il mare, 2022)

### Romanzi
- Runoilijan talossa (Nella casa del poeta, 2004)
- Tykistönkadun päiväperho (La farfalla di via dell'Artiglieria, 2009)
- Armonranta (La costa della grazia, 2016)
- Tytön huone (La stanza delle ragazze, 2020)

### Letteratura per ragazzi
- Akuvatus ja muita härveleitä & otuksia (2007)
- Prinssi Ahava ja riipuksen arvoitus (Il principe Ahava e l'enigma del ciondolo, 2012)
- Prinssi Ahava ja valtaistuimen salaisuus (Il principe Ahava e il segreto del trono, 2013)

### In traduzione italiana
- In nome della neve. Testo finlandese a fronte, Edizioni Joker, Novi Ligure, 2022, trad. e cura di Antonio Parente. ISBN 9788875364953